# آلتون آسا لنون
آلتون آسا لنون (به انگلیسی: Alton Asa Lennon) سناتور سابق عضو حزب دموکرات ایالات متحده آمریکا بود. وی در سال ۱۹۵۳ تا ۱۹۵۴ میلادی سناتور ایالت کارولینای شمالی در سنای ایالات متحده آمریکا بود.